# Friedhof Schwandenholz

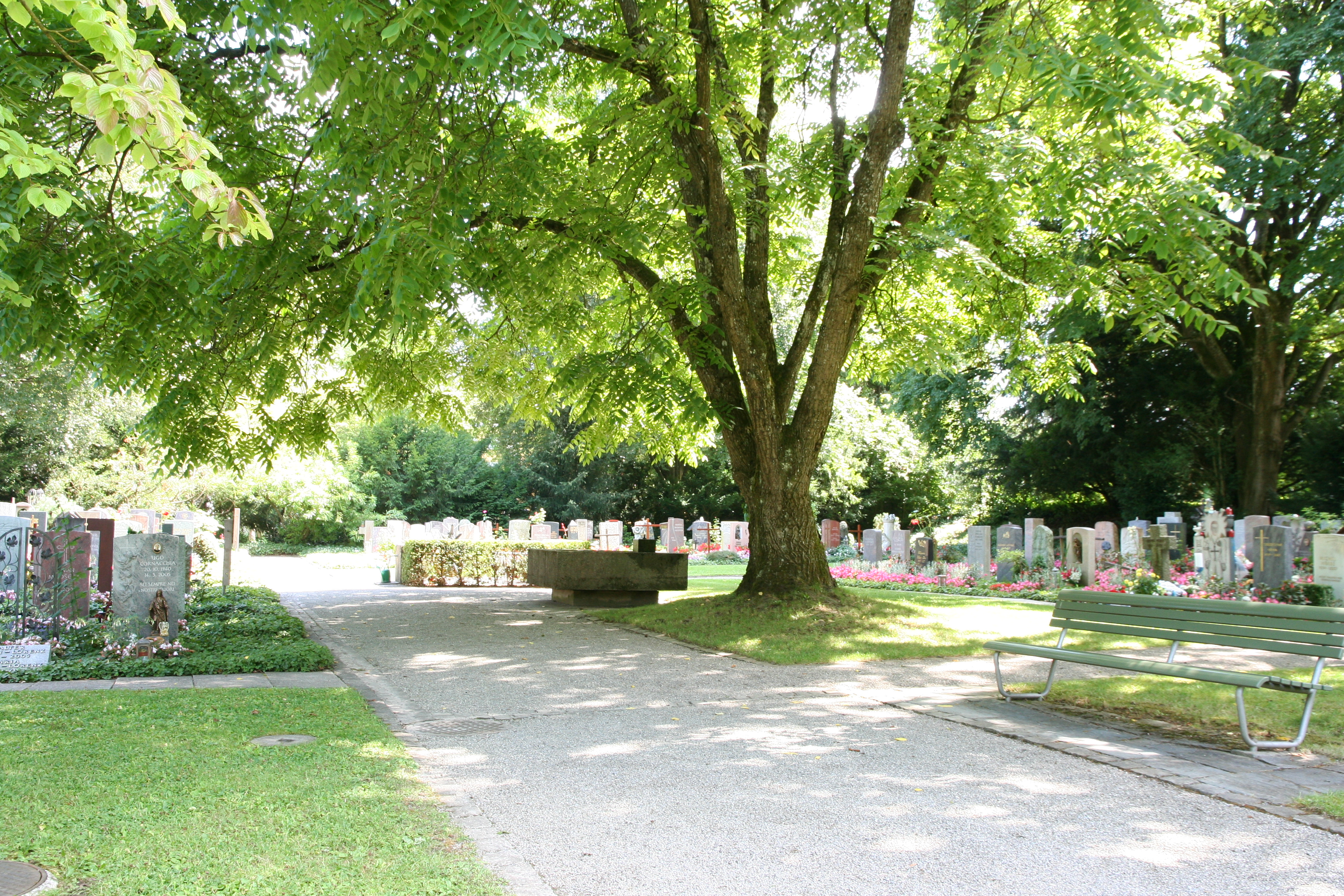
Friedhof Schwandenholz

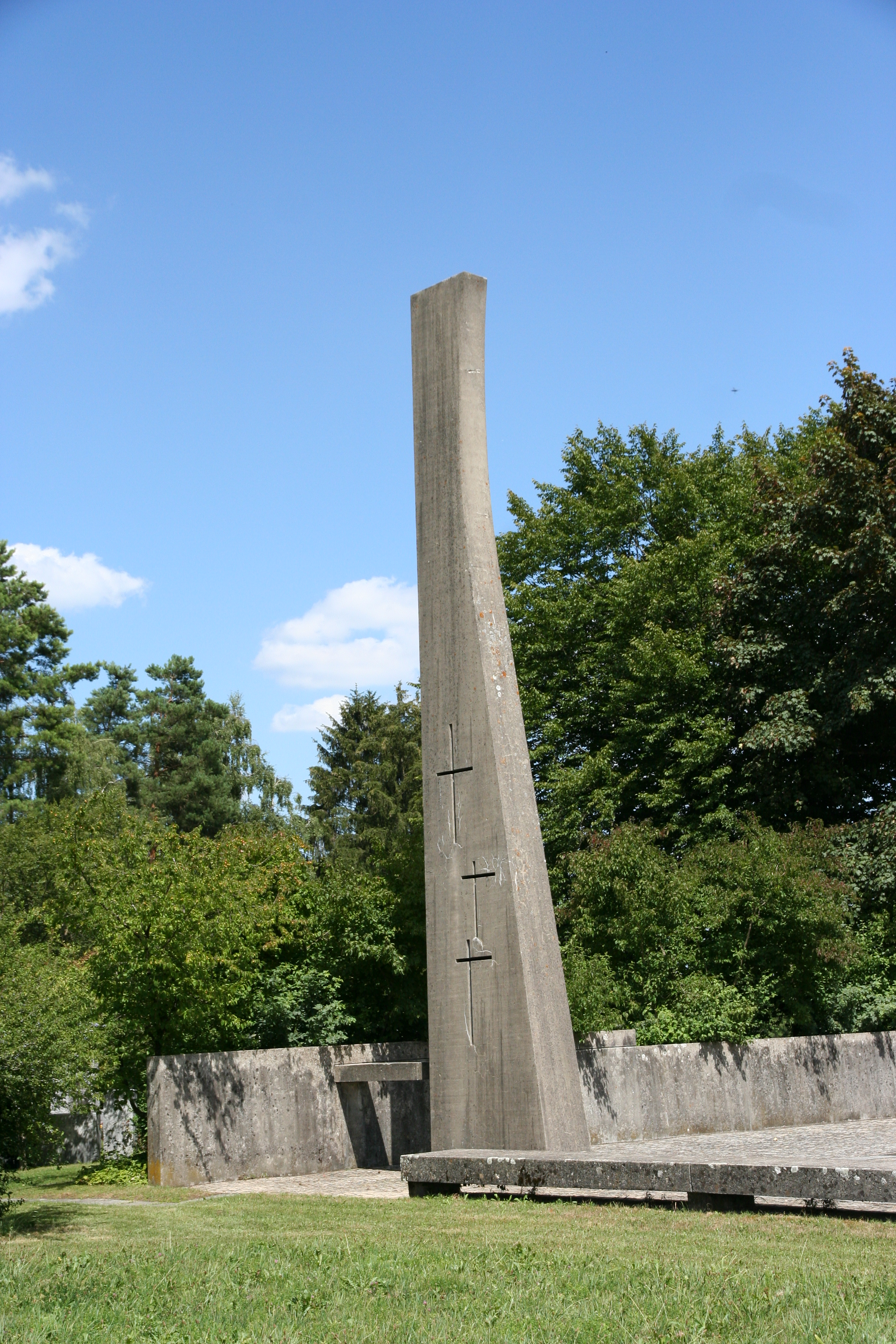
Pylon von Franz Fischer

Der Friedhof Schwandenholz ist ein Friedhof im Quartier Seebach im Norden der Stadt Zürich. Er liegt an der Ecke Schwandenholz- und Seebacherstrasse. 

## Geschichte
Im Jahr 1903 wurde der Friedhof unter dem Namen In der Heu als Ersatz für den überlasteten Friedhof der alten reformierten Kirche Seebach eröffnet. Als in den 1930er Jahren hohe Arbeitslosigkeit herrschte, wurde der Friedhof im Rahmen eines Beschäftigungsprogramm nach Plänen von Konrad Hippenmeier erweitert. Als Seebach im Rahmen der zweiten Eingemeindung Teil der Stadt Zürich wurde, übernahm die Stadt die Zuständigkeit für den Friedhof. 1955 wurde eine wesentliche Erweiterung des Friedhofs geplant, da man mit einer grossen Bevölkerungszunahme in den Quartieren Seebach und Oerlikon rechnete. Die Erweiterungspläne von Architekt Werner Stücheli und Gartenarchitekt Pierre Zbinden wurden 1962–1966 umgesetzt. Hierbei wurden auch die Hochbauten erstellt. 1989 wurde der Friedhof Schwandenholz ins Inventar der Gartendenkmalpflege der Stadt Zürich aufgenommen.

## Areal und Bauten

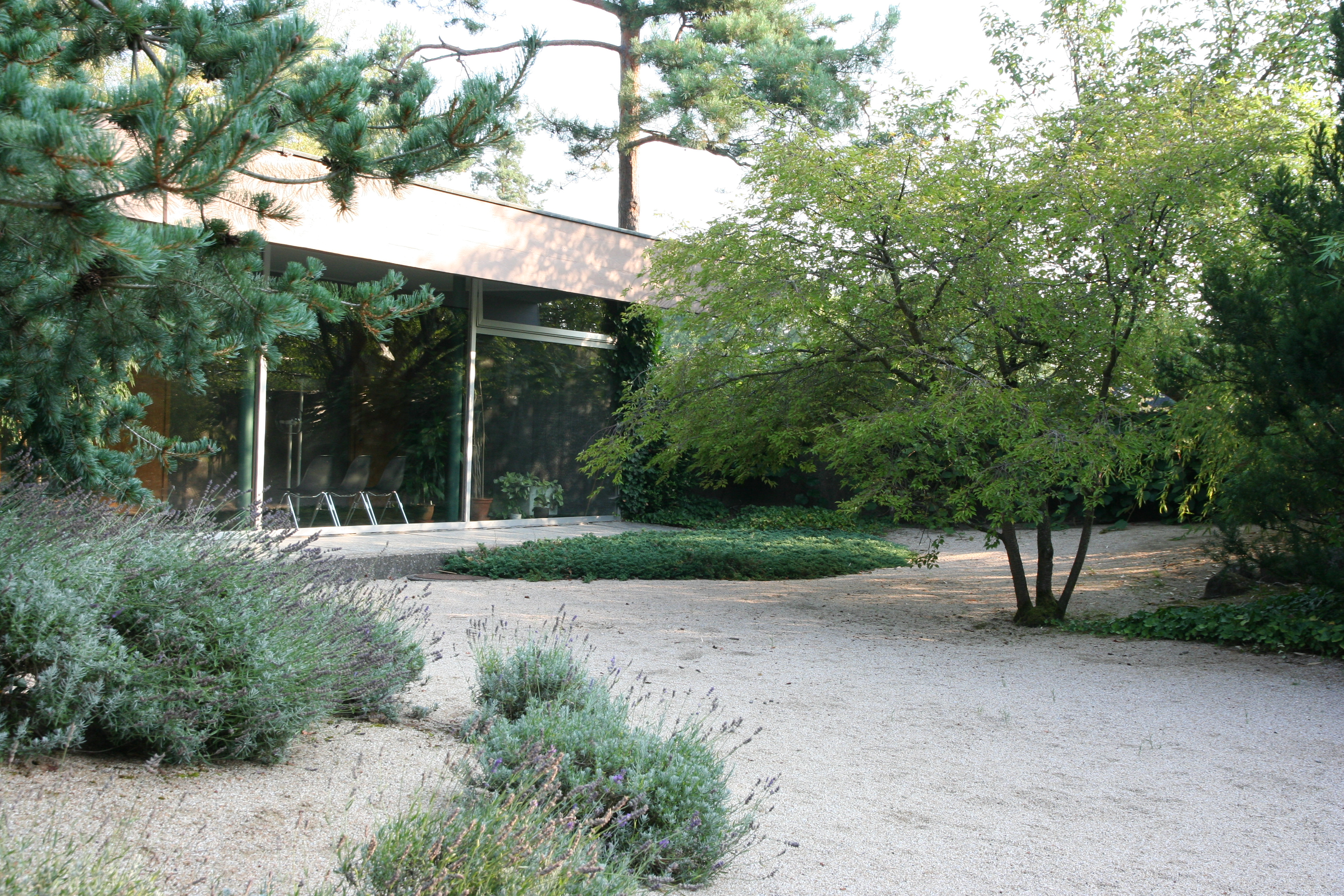
Trostgarten

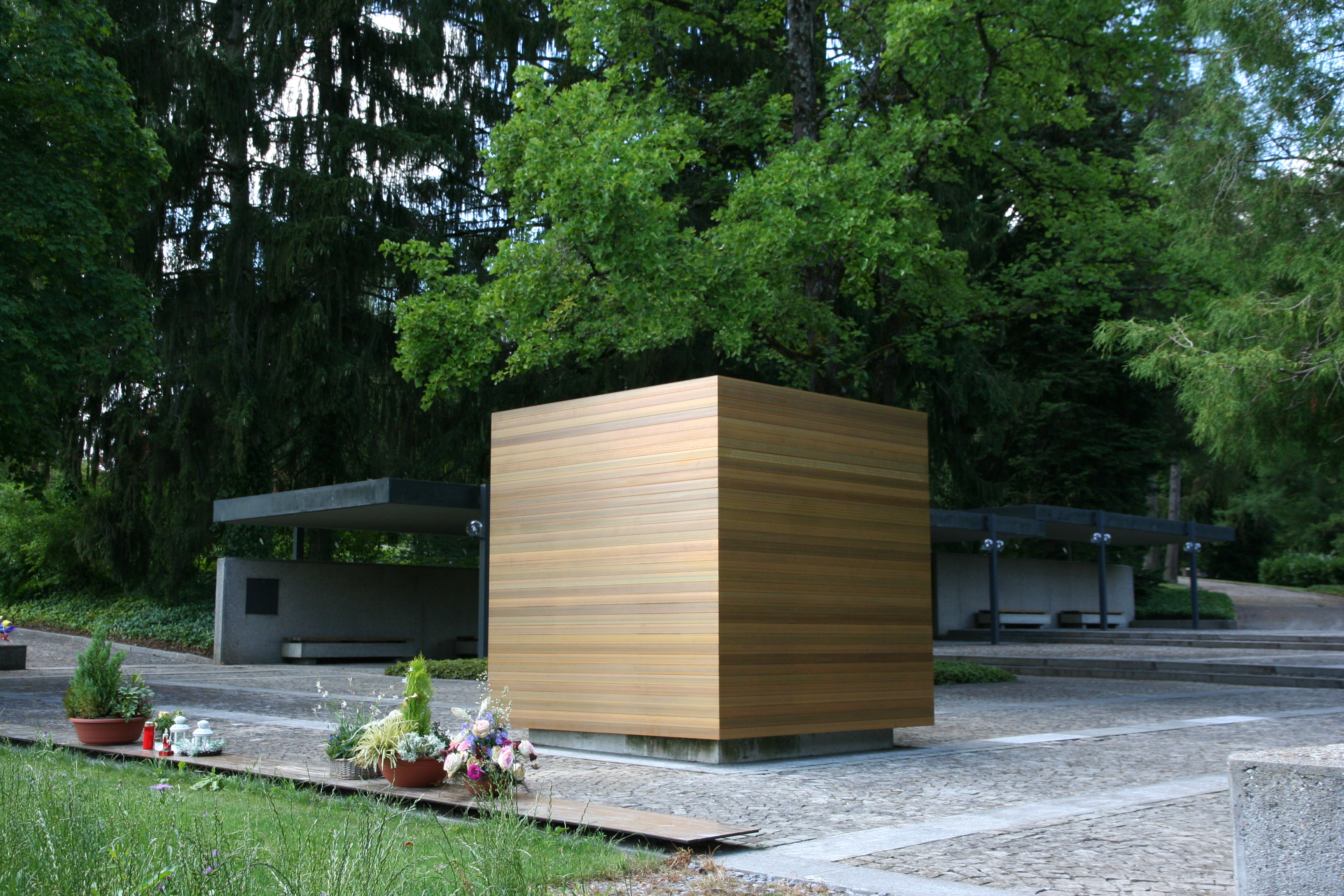
Neues Gemeinschaftsgrab

Der Friedhof Schwandenholz befindet sich am Übergang vom gleichnamigen Waldgebiet und dem Quartier Seebach. In seiner Nähe treffen sich zudem mehrere wichtige Strassen. Kulturell und sozial wichtige Bauten wie die reformierte Markuskirche oder das Schulhaus Staudenbühl befinden sich in Reichweite des Friedhofs. Die Hanglage gewährt aus dem Friedhofsareal verschiedene Ausblicke auf die nähere Umgebung, die vom Wechsel zwischen Naherholungsgebiet und Siedlungszonen geprägt ist. Der Friedhof besitzt einen Grundriss, der sich einem gleichschenkligen Dreieck annähert. Den örtlichen Umständen entsprechend verläuft die Hauptachse des Geländes von Ost nach West. Dieser Achse folgt eine breite Serpentine, welche den Eingangsbereich und seine Dienst- und Verwaltungsgebäuden mit dem am anderen Ende des Friedhofs errichteten Abdankungsgebäude verbindet. Dieses erhebt sich einer Akropolis gleich auf der Anhöhe des Friedhofs. Vor dem Abdankungsgebäude steht der 13 Meter hohe Pylon des Bildhauers Franz Fischer. Die Innenseite des Pylon trägt eine Reihe verschieden gestalteter Kreuze, die dem Pylon entlang aufsteigen. Die Betonwand der Aufbahrungshalle trägt ein 2 auf 3,3 Meter grosses Relief des Lausanner Künstlers J. P. Bloch aus dem Jahr 1965, welches das Motiv des Lebensbaums variiert. Ein drittes Kunstwerk auf dem Friedhofsgelände ist die Schreitende, eine Bronzefigur von Nelly Bär-Theilheimer beim älteren Gemeinschaftsgrab. Eine Besonderheit stellt der an die japanische Gartenkunst angelehnte Trostgarten neben dem Verwaltungsbüro und der Aufbahrungshalle dar. Gut ablesbar ist auf dem Areal die historische Entwicklung des Friedhofs: Die älteren Gräberfelder befinden sich im Norden der Anlage. Ihnen schliessen sich die Familiengräber in südwestlicher Richtung an. Dieser Bereich am Waldrand wurde als Hain mit imposanten Rotbuchen gestaltet. Der jüngere Bereich des Friedhofs befindet sich auf der gegenüberliegenden Seite der Mittelachse: Die Grabfelder entlang der Seebacherstrasse wurden als in sich geschlossene Buchten gestaltet. Diese im Friedhofbau erstmals angewandte Gestaltung ermöglichte eine wesentliche Einsparung an Wegen, ohne die Intimität und den menschlichen Massstab der einzelnen Einheiten zu mindern.

## Besonderheit
Wie der Friedhof Eichbühl im Süden von Zürich besitzt auch der Friedhof Schwandenholz Landreserven für Bestattungen in einem Katastrophenfall. Diese Landreserve ist auf beiden Seiten der Achse vom Haupteingang zum Abdankungsgebäude gut erkennbar.

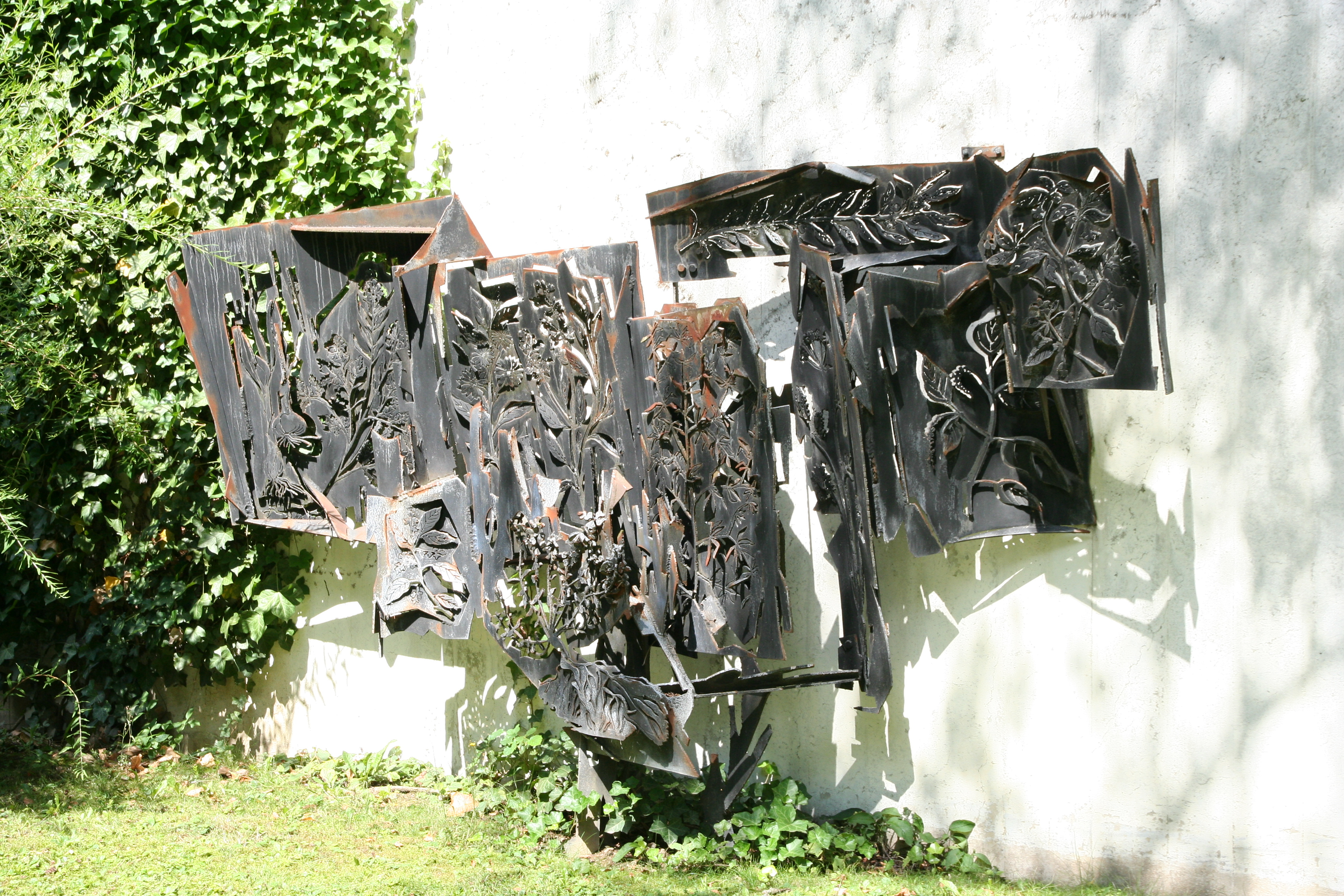
Relief von J. P. Bloch
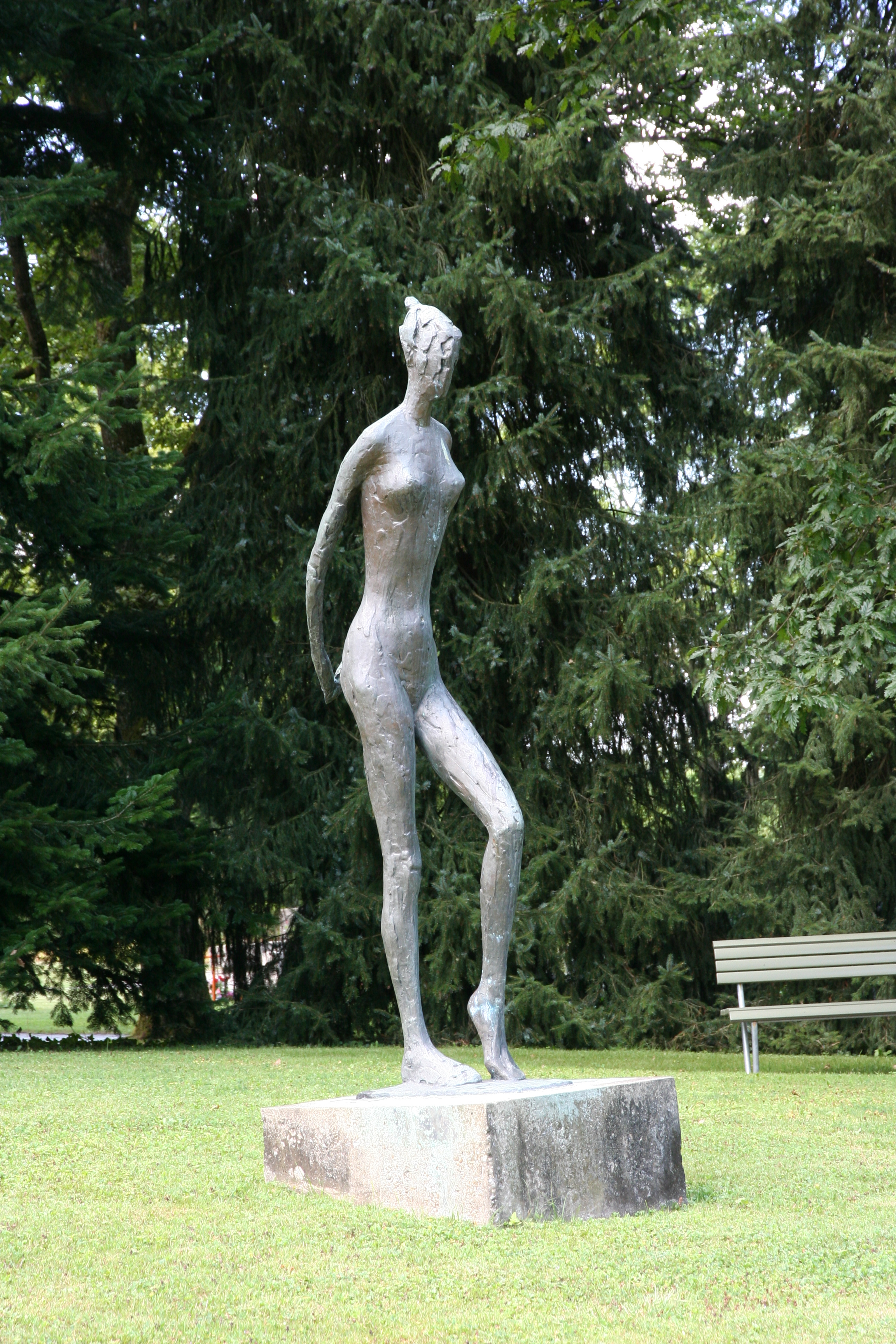
Die Schreitende von Nelly Bär-Theilheimer
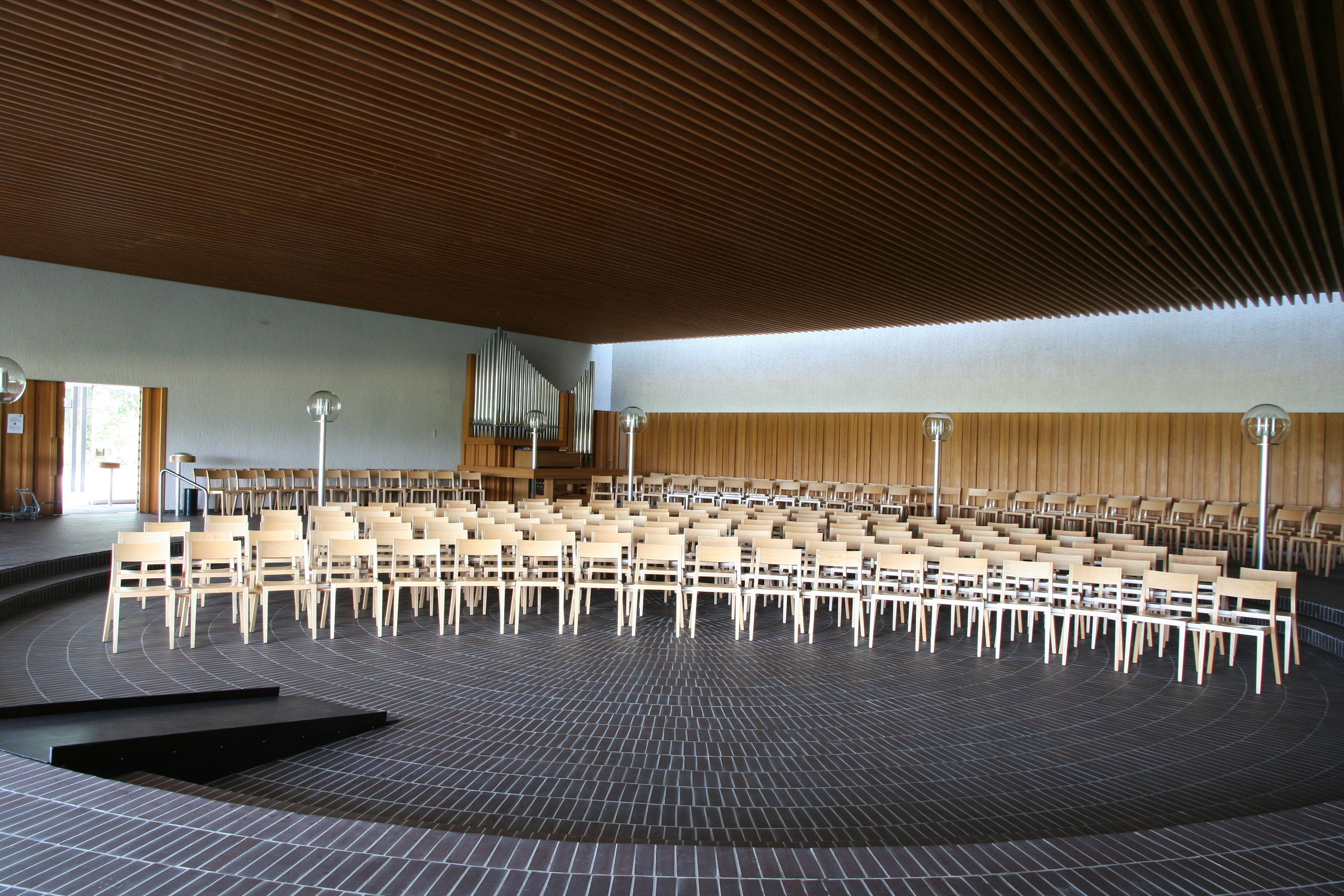
Friedhofskapelle, Innenansicht